# Silsila (film)
Silsila ("Romans") – bollywoodzki dramat miłosny z 1981 roku, wyreżyserowany przez Yasha Choprę. W rolach głównych Amitabh Bachchan, Shashi Kapoor i Sanjeev Kumar. W Indiach film uchodzi za historię nawiązującą do prawdziwego życia Amitabha Bachchana, który w późnych latach 70. i na początku 80. jako mężczyzna żonaty uwikłany był w romans z Rekhą. Zarówno Rekha jak i żona aktora Jaya Bhaduri grają w tym filmie role podobne do tych, jakie odegrały w życiu Bachchana.

## Fabuła
Shekhar i Amit Malhotra (Amitabh Bachchan) to bracia, którzy wszystko robią razem. Kiedyś razem  uczyli się palić i pić, zakochali się nawet w tej samej dziewczynie. Teraz po latach zamieniają się rolami. Gdy któryś z nich ma problem, ten drugi staje się dla niego starszym bratem, pomaga mu w rozwiązaniu. Shobha (Jaya Bhaduri), ukochana Shekhara, czeka ze ślubem na moment, gdy bracia będą mogli jednocześnie poślubić swoje narzeczone. Nadchodzi czas, że i Amit zakochuje się w pięknej Chandni (Rekha). Dwie pary, uszczęśliwione, planują wspólny ślub, gdy nagle Amit dowiaduje się, oglądając telewizję, o tragicznej śmierci brata. Samolot Shekhara został zestrzelony podczas wojny w Kaszmirze. Gdy Amit po pogrzebie próbuje pocieszyć zrozpaczoną narzeczoną brata dowiaduje się, że spodziewa się ona dziecka. Wzburzona słowami Amita, przekonującego ją, że wyjdzie przecież kiedyś za mąż, wykrzykuje zdesperowana: "Kto mnie zechce z dzieckiem? Ty chciałbyś?" Amit decyduje się spełnić obowiązek wobec zmarłego brata. Poświęcając swoją miłość do Chandni, żeni się z brzemienną Shobhą. Ale dwa lata później w jego życiu znów pojawia się Chandni.

## Obsada
- Shashi Kapoor – lotnik Shekhar Malhotra
- Amitabh Bachchan – Amit Malhotra, jego brat
- Jaya Bhaduri – Shobha Malhotra (jako Jaya Bachchan)
- Rekha – Chandni
- Sanjjev Kumar – dr Anand
- Kulbhushan Kharbanda – Kulbkushan, oficer policji
- Sudha Chopra – mama Shobhy
- Sushma Seth – aktorka

## Piosenki
Twórcami muzyki jest duet Shiv-Hari, autorzy muzyki do  Chandni (1989), Lamhe (1991), Parampara (1993) i Darr – Film zawiera piosenki:
- Dekha Ek Khawab To
- Neela Aasmaan So Gaya – Female
- Rang Barse
- Sarse Sarke
- Yeh Kahan Aa Gaye Hum
- Neela Aasman So Gaya – Male
- Jo Tum Todo Piya
- Ladki Ha Ya Shola